# Werner Jacobsen
Werner Jacobsen (født 19. januar 1914 i Herning, død 16. maj 1979 i Kongens Lyngby) var en dansk arkæolog og etnograf.
Han var søn af bankdirektør Th. Jacobsen (død 1944) og hustru Elly f. Johansen og blev student fra Herning Gymnasium 1932. Jacobsen studerede forhistorisk arkæologi under professor Johannes Brøndsted. På grund af sin interesse for arkæologi deltog Werner Jacobsen i 1938-39 i Det Kongelige Geografiske Selskabs Anden Danske Centralasiatiske Ekspedition til Mongoliet ledet af etnografen Henning Haslund-Christensen. 1946-59 var han i Indien og Nepal, hvorfra han hjembragte store samlinger til Nationalmuseet, Det Kongelige Bibliotek og Moesgård Museum. Han oprettede i 1957 et forskningscenter i Kathmandu i Nepal - og 1960 Dansk Asiatisk Forskning i København, hvor det indsamlede videnskabelige materiale blev bearbejdet. Han var formand for Dansk-Ceylonesisk Forening.
Han var knyttet til Nationalmuseets etnografiske samling 1940-45 og blev 1961 museumsinspektør ved Etnografisk Samling, efter han i 1960 blev hyldet af Etnografisk Samlings overinspektør Kaj Birket-Smith for sin æstetiske sans i opbygningen af afdelingens store udstilling "Orientalsk kunst". Jacobsen blev i 1963 leder af den nyoprettede Oplysningsafdeling, som var museets fremmeste formidlingsafdeling. Han gjorde en stor indsats for at modernisere museet helt fra grunden, og han blev igangsætter for en lang række udstillinger i Brede. Bl.a. udstillingen Buddhas Veje i 1970, som tydeligt bar hans præg. Jacobsen bragte ca. 2000 genstande til Nationalmuseet fra sine ekspeditioner ud over de bogsamlinger, arkivalier og genstande, han hjembragte til andre institutioner i Danmark.
Werner Jacobsen er begravet på Herning Vestre Kirkegård .